# ASPI
ASPI (ang. skrót od Advanced SCSI Programming Interface) – opracowany przez firmę Adaptec interfejs (API) określający komunikację pomiędzy kontrolerem SCSI komputera i urządzeniami SCSI (także ATAPI).
Jest to interfejs niezależny od firmy i sprzętu. Definiuje szereg podstawowych komend potrzebnych do komunikacji systemu z danym urządzeniem. Stanowi on najbardziej podstawowy zestaw poleceń umożliwiający korzystanie ze zwykłych funkcji każdego urządzenia.
Oryginalnie interfejs powstał do obsługi urządzeń SCSI, później dodano obsługę ATAPI (dla urządzeń IDE).
Interfejs ASPI był używany w systemach Windows 9x. W systemie Windows NT Microsoft zastosował własny standard SPTI, który zastąpił całkowicie ASPI w systemach Windows 2000 i późniejszych. Użytkownicy systemu Windows wciąż mogą korzystać z ASPI, szczególnie, że wielu producentów nagrywarek CD/DVD oferuje własne implementacje ASPI.